# Schwaförden
Schwaförden is een gemeente in de Duitse deelstaat Nedersaksen. De gemeente maakt deel uit van de Samtgemeinde Schwaförden in het Landkreis Diepholz. Schwaförden telt 1.471 inwoners.
De gemeente bestaat uit de plaatsjes Schwaförden en  het slechts twee- à driehonderd inwoners tellende Mallinghausen. In het raadhuis van Schwaförden, de hoofdplaats van de Samtgemeinde Schwaförden, is zowel het gemeente- als het Samtgemeinde-bestuur gevestigd. 
Schwaförden ligt niet ver ten zuiden van Bassum en het Naturpark Wildeshausener Geest. 
Schwaförden heeft een (voormalig) stationnetje aan een stilgelegd gedeelte van de Spoorlijn Bünde - Bassum. Sedert 2019 spant de naburige gemeente Sulingen zich ervoor in, het traject Sulingen -Schwaförden -Bassum te reactiveren, voor zowel reizigers- als goederenvervoer. Anno 2022 zijn deze plannen nog niet veel nader geconcretiseerd.
De gemeente is economisch weinig belangrijk. De agrarische sector overheerst, en verder wonen er enige woonforensen, die in omliggende grotere plaatsen hun werkkring hebben.
Schwaförden ligt in een gebied, waar reeds in de Jonge Steentijd, de Bronstijd en de late IJzertijd mensen woonden. Dit is gebleken uit archeologisch onderzoek in Schwaförden, dat in 2019 werd verricht. Het huidige dorp is waarschijnlijk in de vroege middeleeuwen als Saksische nederzetting ontstaan. In de late middeleeuwen was het gebied rijk aan eikenbos. De eikels werden door de boeren als varkensvoer gebruikt. In de Dertigjarige Oorlog (1618-1648) brandde het bos af en werd later door naaldbos vervangen. Rond 1903 was al het naaldbos gekapt, en men begon als bosbouwkundig experiment gemengd bos aan te planten. Dit experiment duurt tot op de huidige dag voort.

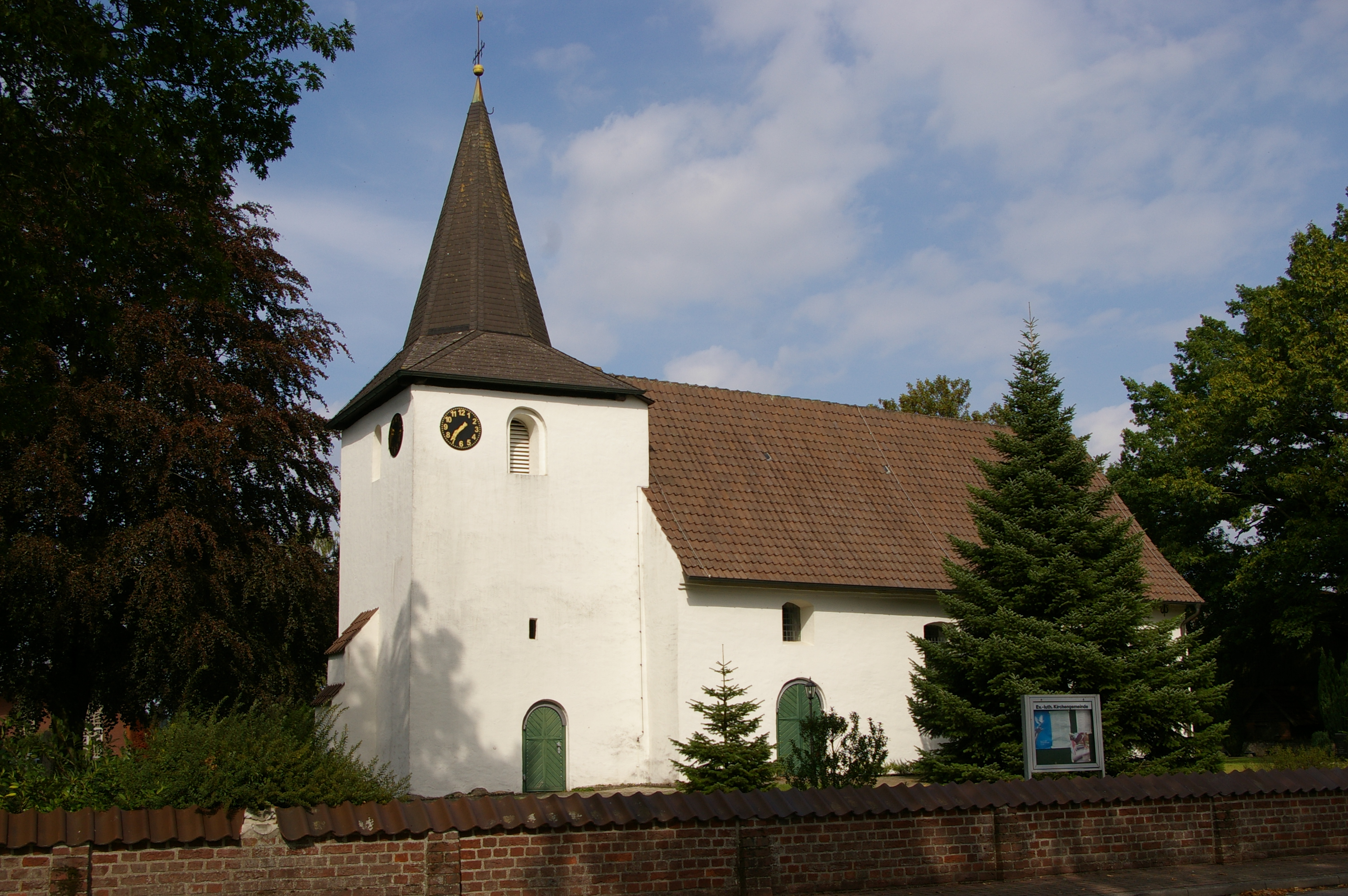
Kerk van Schwaförden

De evangelisch-lutherse dorpskerk van Schwaförden dateert gedeeltelijk van rond 1200 en werd aanzienlijk uitgebreid rond de jaren 1500 en 1900. In het interieur bevinden zich plafondschilderingen in dezelfde stijl als die van de schilderingen in de kerkjes van Scholen en Barenburg.
- Gemeinsame Normdatei: 4347568-1
- Virtual International Authority File: 237427434